# Johann Friedrich Matenesius
Johann Friedrich Mat(h)enesius (auch Matenesus; * um 1580; † 24. August 1621 in Köln) war ein deutscher römisch-katholischer Geistlicher, Historiker und Hochschullehrer.

## Leben
Matenesius besuchte das Kölner Jesuitengymnasium. Er erlangte einen Magistergrad. In der Folgezeit wurde er ordentlicher Professor der Geschichte und der griechischen Sprache an der Kölner Universität. Die Theologische Fakultät der Universität verlieh ihm die Doktorwürde der Theologie. Daneben war er Kanoniker und Pfarrer an der Stiftskirche St. Kunibert in Köln. Am 24. April 1607 wurde er zum apostolischen Protonotar ernannt.
Als 1621 die Pest über die Stadt Köln kam, widmete sich Matenesius seelsorgerisch den Kranken. In dieser Tätigkeit steckte er sich selbst mit der Krankheit an und verstarb kurz darauf an den Folgen der Erkrankung. Er hinterließ eine größere Anzahl von Schriften.

## Publikationen (Auswahl)
- Libri duo de ritu bibendi super sanitate, Köln 1611.
- Syntagma criticum de somno potuque Christianorum somnifero, Köln 1612.
- De luxu et abusu vestium nostri temporis discursus, Köln 1612.
- Sceptrum regale et imperatorium domus Austriacae, Köln 1619.
- De parentela, electione, coronatione Ferdinandi II. in regem Romanorum libri III, Köln 1621.